# ماوريتس كورنيليس إيشر
ماوريتس كورنيليس إيشر (بالهولندية: Maurits Cornelis Escher) (ولد في 17 يونيو 1898 - 27 مارس 1972) هو رسام هولندي يعرف بلوحاته المستوحاة رياضيا مما جعله رائداً في مجال محاولة تمثيل المفارقات الرياضية عن طريق الفن. تظهر في لوحاته العديد من التركيبات المستحيلة ومحاولات استكشاف اللانهاية والعمارة وقضايا التبليط الرياضية.
قدمت أعماله أشكالًا رياضية وعمليات تضمنت الأشكال المستحيلة، واستكشافات اللانهاية، والانعكاس، والتناظر، والرسم المنظوري، والأشكال متعددة السطوح المقتطعة والنجمية، والهندسة الزائدية، والفسيفساء. على الرغم من أن أيشر كان يرى أنه لا يتمتع بأي قدرة رياضية، فقد تفاعل مع الرياضيين جورج بوليا، وروجر بينروز، وهارولد كوكسيتر وعالم البلورات فريدريتش هاغ، وأجرى بحثه الخاص في الفسيفساء.
في وقت مبكر من حياته المهنية، استلهم من الطبيعة، مجريًا دراسات على الحشرات والمشاهد الطبيعية والنباتات مثل الأشنيات، واستخدم كل ذلك تفاصيلًا في أعماله الفنية. سافر إلى إيطاليا وإسبانيا، وراح يرسم الأبنية ومناظر المدينة والعمارة وبلاط قصر الحمراء وكاتدرائية قرطبة وجامعها، وازداد اهتمامه بثبات ببنيتها الرياضية.
ذاع صيت فن أيشر بين العلماء والرياضيين، وفي الثقافة العامة، ولا سيما بعد أن قدمه مارتن غاردنر في عموده الصحفي الألعاب الرياضية في أبريل 1966 بمجلة ساينتيفيك أميريكان. بمعزل عن استخدام أعماله في مجموعة من الأوراق البحثية التقنية، فقد ظهرت على أغلفة العديد من الكتب والألبومات. كان أحد أكبر ملهمي كتاب دوغلاس هوفستادر الفائز بجائزة بوليتزر في عام 1979 غوديل، أيشر، باخ.

## بداية حياته
ماوريتس كورنيليس لقب بـ(مُاك ) ، ولد في (لِوردِن) بـ(هولندا)، كان الابن الأصغر للمهندس المدني(جورج ارنولد ايشر) وزوجته الثانية (سارا غلايكمن) . في عام 1903 انتقلت العائلة إلى (أرنهَيَمْ) حيث درس المرحلتين الابتدائية والثانوية .
كان طفلاً كثير المرض ووضع في مدرسة خاصة عندما كان في السابعة ورسب في الصف الثاني مع أنه تفوّق في مادة الرسم إلا أن درجاته كانت ضعيفة في بقية المواد . و أيضاً درس النجارة والعزف على البيانو حتى سن الثالثة عشر. في عام 1919 إيشر درس في مدرسة (هارلم) للهندسة المعمارية والتصميم الفني . درس لفترة وجيزة الهندسة المعمارية لكنه رسب في بعض المواد ( ويعود ذلك جزئياً إلى التهاب مستمر في الجلد ) فغيّر تخصصه إلى التصميم الفني حيث تعلم على يد (جُسُران دي مَسكويت) حيث بقيا أصدقاء. عام 1922 غادر إيشر المدرسة، حيث اكتسب خبرة في الرسم وحفر القطع الخشبية.

## رحلات الدراسة
في 1922، وهو عام مهم في حياته، سافر أيشر حول إيطاليا، ليزور فلورنسا وسان جيمينيانو وفولتيرا وسيينا ورافيلو. في العام نفسه، سافر حول إسبانيا وزار مدريد وطليطلة وغرناطة. أثار الريف الإيطالي إعجابه، وفي غرناطة، أثارت العمارة المغاربية لقصر الحمراء العائد للقرن الرابع عشر إعجابه. حرضت التصاميم الزخرفية المعقدة في قصر الحمراء، القائمة على التناظر الهندسية والتي تظهر أنماطًا متشابكة متكررة في البلاط الملون أو المنحوت في الجدران والأسقف، اهتمامه برياضيات الفسيفساء وحملت تأثيرًا كبير على أعماله.
عاد أيشر إلى إيطاليا وعاش في روما من 1923 حتى 1935. بينما كان في إيطاليا، التقى أيشر جيتا أوميكر –امرأة سويسرية منجذبة مثله إلى إيطاليا- التي تزوجها في 1924. استقر الزوجان في روما حيث وُلد ابنهما الأول جيورجيو (جورج) أرنالدو أيشر، الذي سُمي تيمنًا بجده. حظي أيشر وجيتا لاحقًا بابنين هما آرثر وجان.

كان كثير السفر، وزار (إلى جانب أماكن أخرى) فيتيربو في 1926، وأبروتسو في 1927 و1929، وكورسيكا في 1928 و1933، وكالابريا في 1930، وساحل أمالفي في 1931 و1934، وغارغانو وصقلية في 1932 و1935. تظهر المناظر الطبيعية ومناظر المدينة لهذه الأماكن بصورة واضحة في أعماله. في مايو ويونيو 1936، عاد أيشر إلى إسبانيا، وزار من جديد قصر الحمراء وكان يقضي أيامًا دفعة واحدة يرسم لوحات مفصّلة لأنماطه الموزاييكية. هناك فتنته الفسيفساء إلى درجة الهوس، وقال موضحًا: 
تظل نشاطًا أخاذًا أشد ما يكون، جنون حقيقي أدمنتُه، وأجد مشقة أحيانًا في انتزاع نفسي منه.
شكلت الرسومات التي رسمها في قصر الحمراء مصدرًا أساسيًا لأعماله منذ ذلك الوقت فصاعدًا. درس أيضًا عمارة كاتدرائية قرطبة وجامعها المغاربي. تبين أن هذه آخر رحلاته الدراسية الطويلة، فبعد عام 1937، صار يبدع لوحاته في استوديو بدلًا عن الميدان. تغير فنه تماثليًا تغيرًا كبيرًا من كونه قائمًا على المراقبة بصورة رئيسة مع تشديد قوي على التفاصيل الواقعية للأشياء التي تُرى في الطبيعة والعمارة، إلى كونه مُنتَج تحليله الهندسي ومخيلته البصرية. ورغم ذلك، حتى أعماله الأولى تظهر بالفعل اهتمامه في طبيعة الفضاء وغير المألوف، والمنظورات، ووجهات النظر المتعددة.

## حياته اللاحقة
في 1935، صار المناخ السياسي في إيطاليا في عهد موسوليني غير مقبول في رأي أيشر. لم يكن مهتمًا بالسياسة، فقد رأى أنه من المستحيل أن يشرك نفسه بأي مثُل غير التعبير عن مفاهيمه الخاصة عبر وسطه الشخصي المعين، لكنه كان كارهًا للتعصب والنفاق. وقتما أُجبر ابنه الأكبر جورج في عمر التاسعة على ارتداء زي الباليلا الرسمي في المدرسة، تركت العائلة إيطاليا وانتقلت إلى تشاتو دو بسويسرا، حيث ظلت لسنتين.
طلب مكتب بريد هولندا من أيشر تصميم طابع نصف بريدي من أجل «صندوق القوات الجوية» في 1935، وصمم طوابع هولندية مرة ثانية في 1949. كانت تلك من أجل الاحتفال بالذكرى الخامسة والسبعين للاتحاد البريدي العالمي، واستخدمت سورينام وجزر الأنتيل الهولندية تصميمًا مختلفًا للاحتفال نفسه.
كان أيشر، الذي فتنته المشاهد الطبيعية الإيطالية وألهمته جدًا، تعيسًا قطعًا في سويسرا.  في 1937، انتقلت عائلته مرة ثانية إلى أوكل، إحدى ضواحي بروكسل، بلجيكا. أجبرتهم الحرب العالمية الثانية على الانتقال في يناير 1941، وهذه المرة إلى بارن بهولندا، حيث عاش أيشر حتى عام 1970. تعود معظم أعمال أيشر الشهيرة إلى هذه الفترة. مكنه المناخ الذي يكون في بعض الأحيان غائمًا وباردًا ورطبًا في هولندا من التركيز تمامًا على أعماله. بعد 1953، صار أيشر يحاضر على نطاق واسع. أُلغيت سلسلة محاضرات مخطط لها في أمريكا الشمالية في 1962 بعد إصابته بالمرض، وتوقف عن إبداع الأعمال الفنية لبعض الوقت، لكن نُشرت الرسومات والنصوص من المحاضرات لاحقًا باعتبارها جزءًا من كتاب أيشر عن أيشر. تلقى وسام أورانج ناسو في 1955، وصار ضابطًا لاحقًا في 1967.

## قائمة مختارة من أعماله
- لوحة الشلال: اللوحة تُظهر آلة دائمة الحركة، حيث يبدو أن الماء يتدفق من قاعدة الشلال نحو الأسفل على طول المسار قبل أن يصل إلى قمة الشلال.

## مواقع خارجية
- إيشر على موقع IMDb (الإنجليزية)
- إيشر على موقع الموسوعة البريطانية (الإنجليزية)
- إيشر على موقع ميوزك برينز (الإنجليزية)
- إيشر على موقع إن إن دي بي (الإنجليزية)
- إيشر على موقع ديسكوغز (الإنجليزية)
- إيشر على موقع قاعدة بيانات الفيلم (الإنجليزية)
- M.C. Escher — Official website
- World of Escher — Educating users since 1995. Large gallery, discussion forum and tessellation contests.
- A websited devoted to information on Escher and his original works
- A big Escher gallery with high resolution images
- Escher and the Droste effect نسخة محفوظة 21 يناير 2016 على موقع واي باك مشين. - Applying mathematics to Escher's Print Gallery
- Escherization problem and its solution
- If It Moved Him, He Had To Draw It
- Escher for Real - physical replicas of some of Escher's "impossible" designs.
- NGA - M.C. Escher: Life and Work
- Copyright issue regarding Escher